# U-384
| U-384                      | U-384                                                          | U-384                                                          |
| -------------------------- | -------------------------------------------------------------- | -------------------------------------------------------------- |
|                            |                                                                |                                                                |
|                            |                                                                |                                                                |
|                            |                                                                |                                                                |
| Під прапором               | Третій рейх                                                    | Третій рейх                                                    |
| Спуск на воду              | 28 травня 1942 року                                            | 28 травня 1942 року                                            |
| Виведений зі складу флоту  | 19 березня 1943 року                                           | 19 березня 1943 року                                           |
| Сучасний статус            | затоплений                                                     | затоплений                                                     |
| Проєкт                     |                                                                |                                                                |
| Тип ПЧ                     | Торпедний ДПЧ                                                  | Торпедний ДПЧ                                                  |
| Основні характеристики     |                                                                |                                                                |
| Швидкість (надводна)       | 17,7 вузлів                                                    | 17,7 вузлів                                                    |
| Швидкість (підводна)       | 7,6 вузлів                                                     | 7,6 вузлів                                                     |
| Робоча глибина занурення   | 100 м                                                          | 100 м                                                          |
| Гранична глибина занурення | 220 м                                                          | 220 м                                                          |
| Екіпаж                     | 44 осіб                                                        | 44 осіб                                                        |
| Розміри                    |                                                                |                                                                |
| Довжина найбільша (по КВЛ) | 67,1 м                                                         | 67,1 м                                                         |
| Ширина корпусу найб.       | 6,2 м                                                          | 6,2 м                                                          |
| Висота                     | 9,6 м                                                          | 9,6 м                                                          |
| Середня осадка (по КВЛ)    | 4,70 м                                                         | 4,70 м                                                         |
| Водотоннажність надводна   | 769 т                                                          | 769 т                                                          |
| Озброєння                  |                                                                |                                                                |
| Артилерія                  | одна палубна гармата калібру 88-мм, одна 20-мм зенітна гармата | одна палубна гармата калібру 88-мм, одна 20-мм зенітна гармата |
| Торпедно- мінне озброєння  | 4 носових і один кормовий ТА. 14 торпед або 26 мін             | 4 носових і один кормовий ТА. 14 торпед або 26 мін             |

U-384 — німецький підводний човен типу VIIC, часів Другої світової війни.
Замовлення на будівництво човна було віддане 15 серпня 1940 року. Човен був закладений на верфі суднобудівної компанії «Howaldtswerke AG» у Кілі 29 березня 1941 року під заводським номером 15, спущений на воду 28 травня 1942 року, 18 липня 1942 року увійшов до складу 5-ї флотилії. Також за час служби входив то складу 3-ї флотилії. Єдиним командиром човна був оберлейтенант-цур-зее Ганс-Ахім фон Розенберг-Грущинський.
Човен зробив 2 бойових походи, в яких потопив 2 (загальна водотоннажність 13 407 брт) судна.
Потоплений 19 березня 1943 року у Північній Атлантиці західніше Ірландії (54°18′ пн. ш. 26°15′ зх. д. / 54.300° пн. ш. 26.250° зх. д.) глибинними бомбами британського бомбардувальника «Летюча фортеця». Всі 47 членів екіпажу загинули.

## Потоплені та пошкоджені кораблі[3]
| Назва        | Тип           | Належність      | Дата            | Тоннаж (БРТ) | Вантаж                              | Статус    | Місце                                                       |
| Louise Lykes | торгове судно | США             | 9 січня 1943    | 6 155        | Військові поставки та боєприпаси    | потоплено | 56°15′ пн. ш. 22°00′ зх. д. / 56.250° пн. ш. 22.000° зх. д. |
| Coracero     | торгове судно | Велика Британія | 17 березня 1943 | 7 252        | 5 758 т замороженого м'яса та пошти | потоплено | 51°04′ пн. ш. 33°20′ зх. д. / 51.067° пн. ш. 33.333° зх. д. |